# Kỵ binh hạng nhẹ

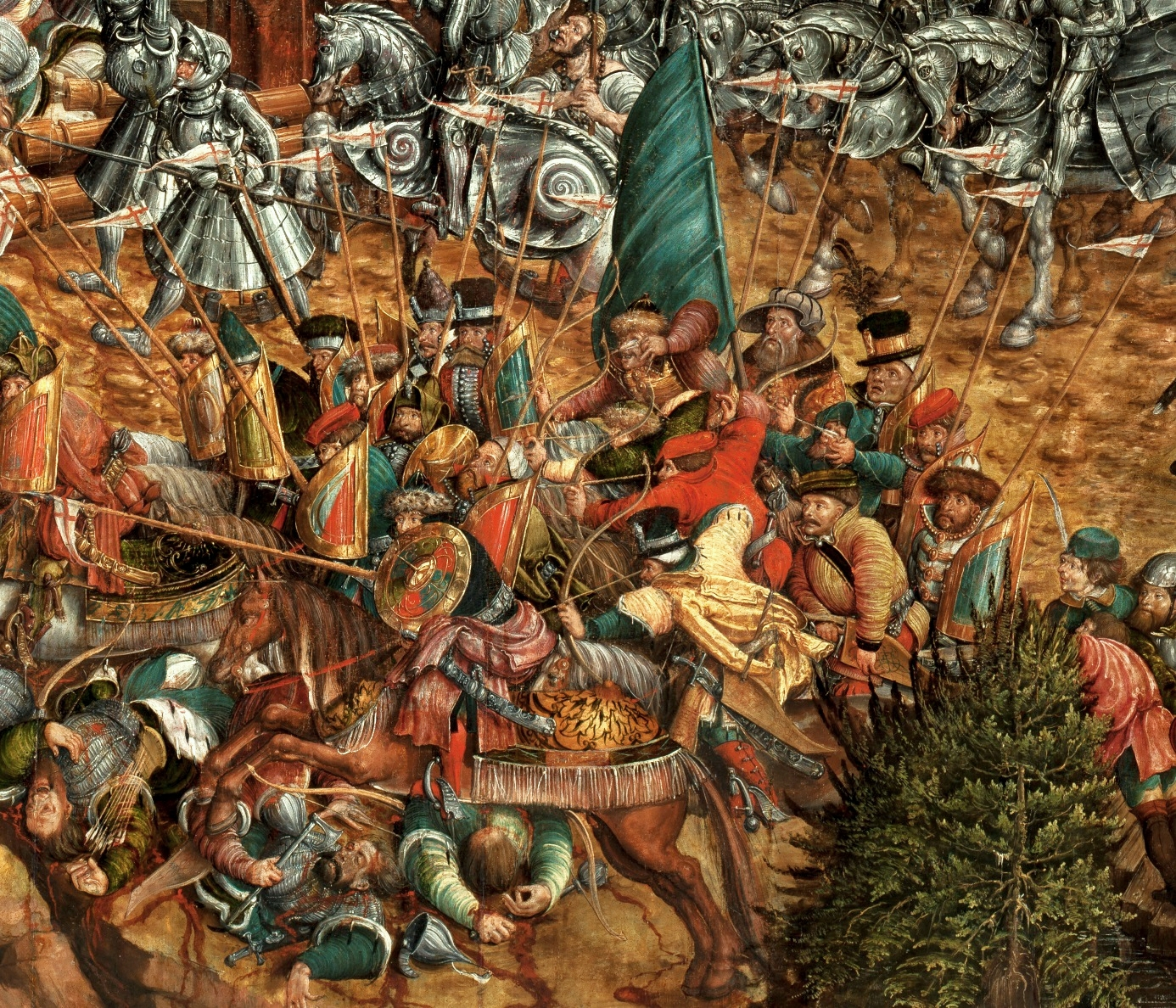
Kỵ binh hạng nhẹ Ba Lan-Litva trong trận Orsha năm 1514, tranh vẽ bởi Hans Krell

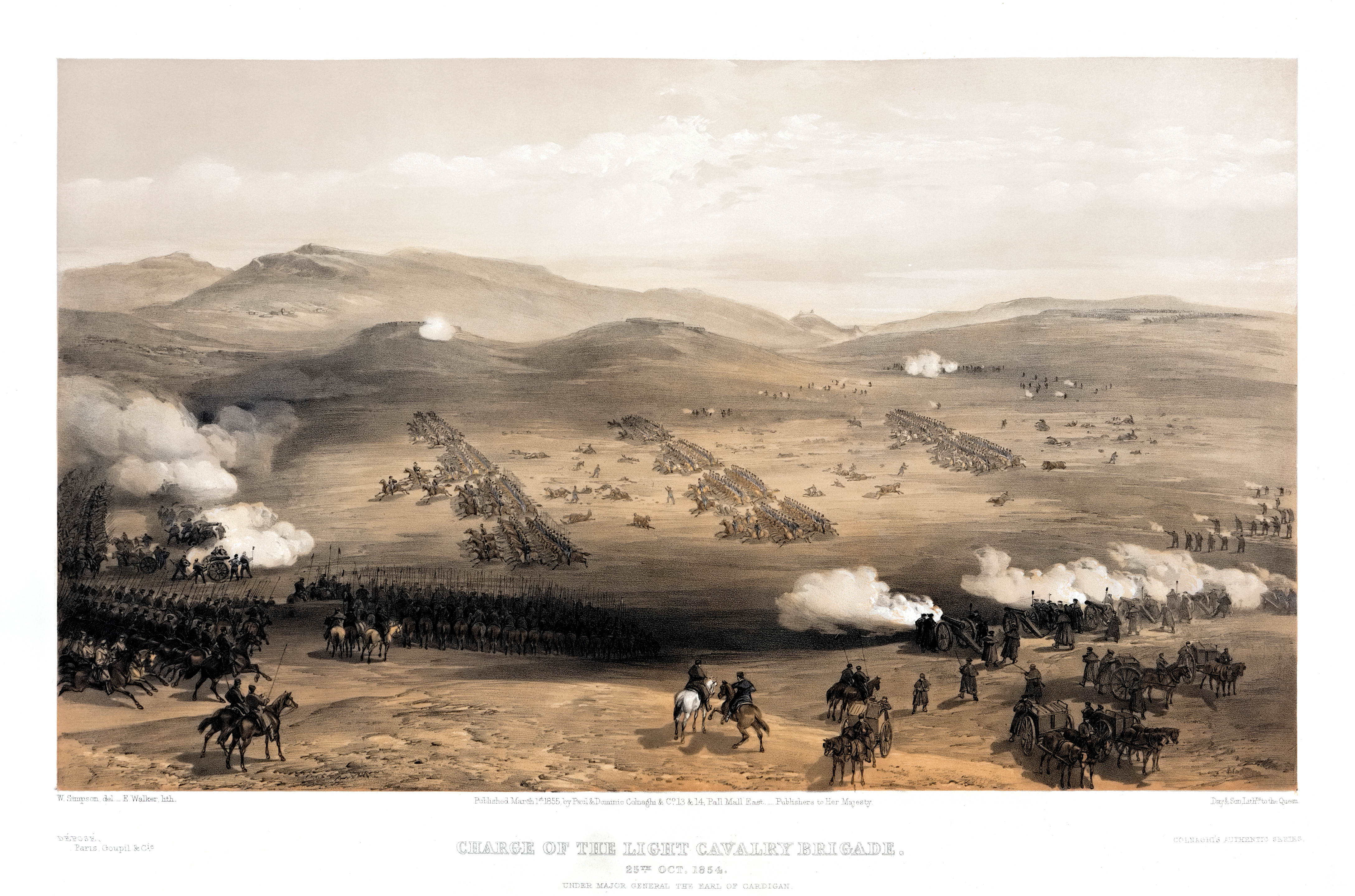
Tranh vẽ Lữ đoàn Kỵ binh nhẹ, trong trận Balaclava năm 1854

Kỵ binh hạng nhẹ (tiếng Anh: Light cavalry) hay khinh kỵ binh là thuật ngữ dùng để chỉ lực lượng kỵ binh được trang bị vũ khí và áo giáp hạng nhẹ, cưỡi trên lưng những con ngựa có tộc độ cao. Thuật ngữ này trái ngược với kỵ binh hạng năng khi người lính (đôi khi cả ngựa chiến) được trang bị các loại áo giáp dày và nặng. Chiến thuật tác chiến của kỵ binh hạng nhẹ thường là đột kích, trinh sát, quấy nhiễu, nghi binh, tuần tra và liên lạc chiến thuật. Ban đầu lực lượng này được trang bị các loại vũ khí như kiếm, giáo, lao, cung; từ sau thế kỳ 17 được trang bị các loại vũ khí như kiếm lưỡi cong, súng ngắn, Shotgun hay Súng cạc-bin.